# Красноармійське сільське поселення (Красноармійський район, Чувашія)
Красноармі́йське сільське поселення (рос. Красноармейское сельское поселение) — муніципальне утворення у складі Красноармійського району Чувашії, Росія. Адміністративний центр — село Красноармійське.
Станом на 2002 рік існували Красноармійська сільська рада (село Красноармійське, присілки Васнарри, Вотлани, Задні Карики, Крендейкаси, Липовка, Передні Карики, Хозакаси, Юськаси) та Янгасинська сільська рада (присілки Сіньял-Убеєво, Старі Ігіті, Хлесі, Чиганари, Янгаси).

## Населення
Населення — 5659 осіб (2019, 5915 у 2010, 6190 у 2002).

## Склад
До складу поселення входять такі населені пункти:
| Населений пункт          | Населення, осіб (2002) | Населення, осіб (2010) |
| ------------------------ | ---------------------- | ---------------------- |
| Васнари, присілок        | 251                    | 229                    |
| Вотлани, присілок        | 128                    | 134                    |
| Задні Карики, присілок   | 112                    | 89                     |
| Красноармійське, село    | 4337                   | 4271                   |
| Крендейкаси, присілок    | 113                    | 112                    |
| Липовка, присілок        | 49                     | 28                     |
| Передні Карики, присілок | 84                     | 90                     |
| Сіньял-Убеєво, присілок  | 165                    | 149                    |
| Старі Ігіті, присілок    | 191                    | 166                    |
| Хлесі, присілок          | 123                    | 98                     |
| Хозакаси, присілок       | 171                    | 124                    |
| Чиганари, присілок       | 65                     | 55                     |
| Юськаси, присілок        | 113                    | 109                    |
| Янгаси, присілок         | 288                    | 261                    |